# Gaucho (kulle i Antarktis)
Gaucho är en kulle i Antarktis. Den ligger i Västantarktis. Argentina, Chile och Storbritannien gör anspråk på området. Toppen på Gaucho är 174 meter över havet.
Terrängen runt Gaucho är kuperad åt nordväst, men åt sydost är den platt. Havet är nära Gaucho åt sydost. Trakten är obefolkad. Det finns inga samhällen i närheten.